# Phosphure de fer
Le phosphure de fer est un composé du phosphore et du fer utilisé comme semi-conducteur.